# Sybilla integra
Sybilla integra é uma espécie de coleóptero da tribo Bimiini (Cerambycinae), com distribuição na Argentina e Chile.

## Sistemática
- Ordem Coleoptera
  - Subordem Polyphaga
    - Infraordem Cucujiformia
      - Superfamília Chrysomeloidea
        - Família Cerambycidae
          - Subfamília Cerambycinae
            - Tribo Bimiini
              - Gênero Sybilla
                - S. integra (Fairmaire & Germain, 1859)